# Biała Kępa
Biała Kępa – osada w Polsce położona w województwie zachodniopomorskim, w powiecie koszalińskim, w gminie Świeszyno. Osada wchodzi w skład sołectwa Świeszyno.
Według danych z końca grudnia 1999 r. osada miała 10 mieszkańców.
W latach 1975–1998 miejscowość administracyjnie należała do województwa koszalińskiego.